# KBS 네트워크 특선
《KBS 네트워크 특선》은 KBS 본사 1TV에서 화요일~금요일 오후 1시, 수요일 밤 12시, 토요일 새벽 5시 10분에 방송되는 지역방송 프로그램이다.

## 특징
한국방송공사의 9개 총국이 제작한 프로그램들을 약 3개월마다 총국별로 서로 돌아가면서 방송하는 것이 특징이다.

## 방송 시간
| 방송 채널    | 방송일                          | 방송 시간                            |
| ------------ | ------------------------------- | ------------------------------------ |
| KBS 본사 2TV | 2010년 5월 10일~12월 31일       | 월요일~금요일 오후 2시~2시 55분      |
| KBS 본사 1TV | 2011년 1월 1일~2012년 2월 29일  | 월요일~토요일 오후 4시 10분~5시      |
| KBS 본사 1TV | 2012년 3월 1일~2013년 4월 14일  | 월요일~금요일 오후 4시 10분~5시      |
| KBS 본사 1TV | 2012년 3월 1일~2013년 4월 14일  | 토요일~일요일 오전 6시 10분~7시 10분 |
| KBS 본사 1TV | 2013년 4월 15일~8월 25일        | 월요일~금요일 오후 4시 10분~5시      |
| KBS 본사 1TV | 2013년 4월 15일~8월 25일        | 토요일~일요일 오전 5시~6시           |
| KBS 본사 1TV | 2013년 8월 26일~10월 20일       | 월요일~금요일 오후 4시 10분~5시      |
| KBS 본사 1TV | 2013년 8월 26일~10월 20일       | 토요일~일요일 오전 5시 10분~6시      |
| KBS 본사 1TV | 2013년 10월 21일~2014년 4월 6일 | 월요일~금요일 오후 4시~4시 55분      |
| KBS 본사 1TV | 2013년 10월 21일~2014년 4월 6일 | 토요일~일요일 오전 5시 10분~6시      |
| KBS 본사 1TV | 2014년 4월 7일~8월 31일         | 월요일~금요일 오전 11시~11시 55분    |
| KBS 본사 1TV | 2014년 4월 7일~8월 31일         | 토요일~일요일 오전 5시 10분~6시      |
| KBS 본사 1TV | 2014년 9월 1일~2016년 3월 26일  | 월요일~토요일 오전 11시~11시 55분    |
| KBS 본사 1TV | 2016년 3월 28일~4월 23일        | 월요일~토요일 오후 1시~1시 55분      |
| KBS 본사 1TV | 2016년 4월 25일~2017년 2월 4일  | 월요일~토요일 오후 1시 5분~1시 55분  |
| KBS 본사 1TV | 2017년 2월 6일~5월 27일         | 월요일~토요일 오후 1시 5분~1시 55분  |
| KBS 본사 1TV | 2017년 5월 29일~현재            | 매주 월요일~토요일 오후 1시~1시 50분 |

## 프로그램
| 요일   | 방송국   | 프로그램                      | 방송일                            | 제작 형식 |
| ------ | -------- | ----------------------------- | --------------------------------- | --------- |
| 월요일 | 부산총국 | 갈매기 도시락                 | 2010년 5월 10일~8월 2일           | SDTV      |
| 월요일 | 부산총국 | 갈매기 도시락                 | 2011년 4월 4일~7월 4일            | SDTV      |
| 월요일 | 부산총국 | 갈매기 도시                   | 2012년 7월 2일~8월 27일           | HDTV      |
| 월요일 | 대구총국 | 도시탐험대                    | 2010년 8월 9일~11월 8일           | SDTV      |
| 월요일 | 춘천총국 | 아름다운 TV                   | 2011년 1월 3일~3월 28일           | HDTV      |
| 월요일 | 춘천총국 | 아름다운 TV                   | 2011년 7월 11일~9월 26일          | HDTV      |
| 월요일 | 춘천총국 | 아름다운 TV                   | 2012년 1월 2일~6월 25일           | HDTV      |
| 월요일 | 춘천총국 | 아름다운 세상 강원            | 2012년 10월 8일~2013년 4월 1일    | HDTV      |
| 월요일 | 창원총국 | 경남100경 완전정복            | 2013년 4월 8일~2015년 1월 26일    | HDTV      |
| 월요일 | 창원총국 | 촌촌촌                        | 2015년 2월 2일~12월 28일          | HDTV      |
| 월요일 | 창원총국 | 밥상의 전설                   | 2016년 2월 15일~2017년 3월 13일   | HDTV      |
| 월요일 | 창원총국 | 휴먼터치 인                   | 2017년 3월 20일~5월 22일          | HDTV      |
| 월요일 | 청주총국 | 아름다운 충북 아름다운 사람들 | 2011년 10월 3일~10월 31일         | SDTV      |
| 월요일 | 광주총국 | 명인                          | 2011년 11월 7일~12월 12일         | HDTV      |
| 월요일 | 대전총국 | 노장불패                      | 2010년 11월 15일~12월 27일        | HDTV      |
| 화요일 | 대전총국 | 노장불패                      | 2010년 5월 11일~8월 3일           | HDTV      |
| 화요일 | 청주총국 | 아름다운 충북 아름다운 사람들 | 2010년 8월 10일~12월 28일         | SDTV      |
| 화요일 | 청주총국 | 아름다운 충북 아름다운 사람들 | 2011년 4월 5일~7월 5일            | SDTV      |
| 화요일 | 부산총국 | 갈매기 도시락                 | 2011년 1월 4일~3월 29일           | SDTV      |
| 화요일 | 부산총국 | 숫자로 읽는 부산 넘버쇼       | 2013년 11월 19일~2014년 6월 3일   | HDTV      |
| 화요일 | 부산총국 | 뮤직 토크쇼 가요 일번지       | 2015년 3월 10일~                  | HDTV      |
| 화요일 | 제주총국 | 보물섬                        | 2011년 7월 12일~9월 27일          | HDTV      |
| 화요일 | 제주총국 | 보물섬                        | 2012년 1월 3일~3월 27일           | HDTV      |
| 화요일 | 제주총국 | 보물섬                        | 2012년 7월 3일~9월 18일           | HDTV      |
| 화요일 | 제주총국 | 보물섬                        | 2013년 6월 11일~7월 16일          | HDTV      |
| 화요일 | 제주총국 | 보물섬                        | 2014년 10월 22일~2015년 1월 20일  | HDTV      |
| 화요일 | 제주총국 | 투맹쇼                        | 2014년 7월 1일~10월 15일          | HDTV      |
| 화요일 | 전주총국 | 더 비빔밥 시리즈              | 2011년 10월 4일~12월 13일         | HDTV      |
| 화요일 | 전주총국 | 더 비빔밥 시리즈              | 2012년 4월 3일~6월 26일           | HDTV      |
| 화요일 | 전주총국 | 더 비빔밥 시리즈              | 2012년 9월 25일~2013년 5월 28일   | HDTV      |
| 화요일 | 대구총국 | 세상을 잇는 담쟁이            | 2013년 7월 23일~10월 29일         | HDTV      |
| 수요일 | 창원총국 | 소화제 2                      | 2010년 5월 12일~8월 4일           | SDTV      |
| 수요일 | 창원총국 | 소화제 2                      | 2011년 1월 5일~3월 30일           | SDTV      |
| 수요일 | 창원총국 | 소화제 2                      | 2011년 10월 5일~3월 28일          | SD/HD     |
| 수요일 | 창원총국 | 소화제 2                      | 2012년 7월 4일~9월 12일           | HDTV      |
| 수요일 | 창원총국 | 모자이크                      | 2011년 6월 2일~2013년 1월 16일    | HDTV      |
| 수요일 | 창원총국 | 휴먼터치 인                   | 2017년 6월 5일~                   | HDTV      |
| 수요일 | 전주총국 | 달려라 영업사원               | 2010년 8월 11일~12월 29일         | HD/SD     |
| 수요일 | 전주총국 | 더 비빔밥                     | 2011년 4월 6일~6월 22일           | HDTV      |
| 수요일 | 전주총국 | 더 비빔밥                     | 2013년 10월 30일~2014년 4월 2일   | HDTV      |
| 수요일 | 부산총국 | 갈매기 도시락                 | 2011년 7월 13일~9월 28일          | SDTV      |
| 수요일 | 부산총국 | 갈매기 도시                   | 2012년 4월 4일~6월 27일           | HDTV      |
| 수요일 | 부산총국 | 갈매기 도시                   | 2013년 4월 10일~10월 23일         | HDTV      |
| 수요일 | 부산총국 | 해양 네트워크 황금바다        | 2013년 1월 23일~4월 5일           | HDTV      |
| 수요일 | 청주총국 | 아름다운 충북 아름다운 사람들 | 2014년 4월 9일~                   | HDTV      |
| 수요일 | 춘천총국 | 아마도 마지막 존재            | 2021년 10월 13일~                 | HDTV      |
| 목요일 | 춘천총국 | 아름다운 TV                   | 2010년 5월 13일~8월 5일           |           |
| 목요일 | 제주총국 | 보물섬                        | 2010년 8월 12일~12월 30일         | SDTV      |
| 목요일 | 제주총국 | 보물섬                        | 2013년 7월 25일~10월 17일         | HDTV      |
| 목요일 | 제주총국 | 보물섬                        | 2016년 3월 31일~12월 29일         | HDTV      |
| 목요일 | 대전총국 | 노장불패                      | 2011년 1월 6일~4월 7일            | HDTV      |
| 목요일 | 대전총국 | 쾌지나 충청                   | 2011년 7월 14일~9월 1일           | HDTV      |
| 목요일 | 대구총국 | 도시탐험대                    | 2011년 4월 14일~6월 30일          | HDTV      |
| 목요일 | 대구총국 | 세상을 잇는 담쟁이            | 2011년 10월 6일~2012년 3월 15일   | HDTV      |
| 목요일 | 대구총국 | 세상을 잇는 담쟁이            | 2012년 7월 5일~9월 20일           | HDTV      |
| 목요일 | 대구총국 | 세상을 잇는 담쟁이            | 2013년 1월 24일~4월 4일           | HDTV      |
| 목요일 | 대구총국 | 세상을 잇는 담쟁이            | 2013년 6월 13일~7월 18일          | HDTV      |
| 목요일 | 청주총국 | 아름다운 충북 아름다운 사람들 | 2012년 10월 11일                  | HDTV      |
| 목요일 | 광주총국 | 필통                          | 2012년 9월 20일~10월 4일          | HDTV      |
| 목요일 | 광주총국 | 필통                          | 2012년 10월 18일~2013년 1월 17일  | HDTV      |
| 목요일 | 광주총국 | 필통                          | 2013년 4월 11일~5월 30일          | HDTV      |
| 목요일 | 광주총국 | 필통                          | 2013년 10월 31일~2016년 3월 24일  | HDTV      |
| 목요일 | 광주총국 | 명인                          | 2012년 4월 5일~6월 28일           | HDTV      |
| 금요일 | 광주총국 | 명인                          | 2011년 7월 15일~11월 4일          | HDTV      |
| 금요일 | 광주총국 | 남도지오그래피                | 2010년 5월 14일~12월 31일         | HDTV      |
| 금요일 | 광주총국 | 남도지오그래피                | 2011년 4월 8일~7월 8일            | HDTV      |
| 금요일 | 제주총국 | 보물섬                        | 2011년 1월 7일~4월 1일            | SDTV      |
| 금요일 | 제주총국 | 보물섬                        | 2015년 10월 2일~2016년 3월 25일   | HDTV      |
| 금요일 | 청주총국 | 아름다운 충북 아름다운 사람들 | 2011년 11월 11일~12월 23일        | SD/HD     |
| 금요일 | 청주총국 | 아름다운 충북 아름다운 사람들 | 2012년 4월 6일~6월 29일           | HDTV      |
| 금요일 | 청주총국 | 아름다운 충북 아름다운 사람들 | 2012년 9월 28일~10월 5일          | HDTV      |
| 금요일 | 청주총국 | 아름다운 충북 아름다운 사람들 | 2012년 10월 19일~2013년 10월 25일 | HDTV      |
| 금요일 | 대전총국 | 노장불패                      | 2012년 1월 6일~2월 17일           | HDTV      |
| 금요일 | 대전총국 | 쾌지나 충청                   | 2012년 2월 24일~3월 30일          | HDTV      |
| 금요일 | 대전총국 | 쾌지나 충청                   | 2012년 7월 6일~9월 21일           | HDTV      |
| 금요일 | 춘천총국 | 사람이야기 모락모락           | 2013년 11월 1일~12월 12일         | HDTV      |
| 금요일 | 대구총국 | 농촌탐구생활 뭡니까           | 2015년 1월 30일~9월 25일          | HDTV      |
| 토요일 | 광주총국 | 남도지오그래피                | 2013년 4월 27일~2014년 8월 30일   | HDTV      |
| 일요일 | 광주총국 | 남도지오그래피                | 2013년 3월 4일~4월 20일           | HDTV      |